# تریدنت (آدامس)
تریدنت (انگلیسی: Trident) یک آدامس جویدنی بدون شکر است که برای نخستین بار توسط کدبری در بریتانیا معرفی شده‌است. در بسیاری از کشورهای اروپایی، تریدنت با عنوان برند استیمورول شناخته می‌شود که مشابه تریدنت است. تریدنت همچنین نمادی از خدای دریای یونانی، پوزئیدون است.

## پس‌زمینه
وقتی در اوایل دهه ۱۹۶۰ شیرین‌کننده‌های مصنوعی رواج یافتند، فرمول استفاده از شکر به استفاده از ساخارین تغییر یافت و تریدنت بدون شکر در سال ۱۹۶۴ و با شعار "طعمی فوق‌العاده که برای دندان‌هایتان مفید است" ارائه شد. شرکت بازاریابی آمریکایی چیکل یکی از اولین کمپین‌های ملی‌ای بود که از مسئلهٔ سلامت دندانی به وسیلهٔ جویدن آدامس حمایت می‌کرد.
برای سال‌ها، تریدنت با شعار "چهار نفر از هر پنج نفر دندانپزشک مورد بررسی، جویدن آدامس بدون شکر را برای بیمارانی که آدامس می‌جوند توصیه می‌کنند" به کار خود ادامه می‌داد.

## محصولات و طعم‌ها

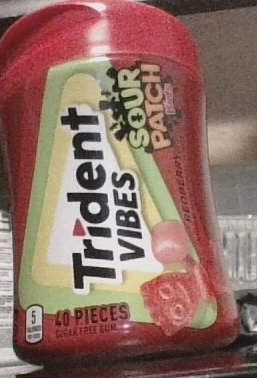
محصول ترش تریدنت

تریدنت اورجینال آدامسی نرم است که بسته‌بندی منحصر به فرد و مستطیلی دارد و توسط زایلیتول شیرین شده‌است؛ یک نوع الکل قند که پلاک‌های دندانی را کاهش می‌دهد و با متعادل کردن ph دهان از پوسیدگی دندان‌ها تا حدودی جلوگیری می‌کند. این آدامس همچنین توسط موادی مانند سوربیتول، مانیتول، آسپارتام، سوکرالوز و اسسولفام پتاسیم شیرین می‌شود.
رئیس‌جمهور سابق آمریکا، جیمی کارتر در تاریخ ۱۴ نوامبر سال ۱۹۸۰ اعلام کرد که آدامس تریدنت به دلیل ترکیبات منحصر به فرد نعنایی، دارچینی، کاسی و … آدامس رسمی کاخ سفید است.